# The Bad Sister (film din 1931)
The Bad Sister (ro. ad literam Sora cea rea) este un film dramatic lansat în anul 1931 de către studioul de film Universal. Acțiunea filmului se bazează pe o carte din 1913, scrisă de Booth Tarkington, intitulată The Flirt, în care o tânără populară ("sora cea rea", interpretată de Sidney Fox), din dorința de a scăpa din orășelul în care trăiește, fuge în lume cu un bărbat recent întâlnit (interpretat de Humphrey Bogart), în timp ce sora cealaltă ("cea bună", interpetată de Bette Davis) rămâne acasă, alături de restul familiei. Filmul a reprezentat debutul cinematografic atât pentru Bette Davis, cât și pentru Sidney Fox. În posterele originale, Fox era menționată a doua în distribuție, după Conrad Nagel, deja un veteran în lumea filmului. În posterele lansate ulterior, Davis și Bogart sunt adesea menționați primii, ca urmare a longevității acestora în cinematografie, de-a lungul anilor, în timp ce Fox a realizat doar 14 filme, în total.
Producția nu s-a bucurat de succes critic sau comercial, iar Davis a fost convinsă că și-a distrus cariera.